# Mundilfari (satèl·lit)
Muldilfari és un satèl·lit irregular retrògrad de Saturn. Fou descobert per l'equip de Brett J. Gladman, John J. Kavelaars i d'altres el 23 de setembre l'any 2000, i rebé la designació provisional de S/2000 S 9.

## Característiques
Mundilfari té un diàmetre d'uns 5,6 quilòmetres i orbita Saturn a una distància mitjana de 18,418 milions de km en 951,6 dies, amb una inclinació de 170° a l'eclíptica (157° a l'equador de Saturn), amb una excentricitat de 0,208.
La seva densitat de 2,5 g / cm 3 és relativament alta en comparació amb els altres satèl·lits de Saturn; per la qual cosa és probable que estigui compost per gel d'aigua amb una alta proporció de roca composta de silicats.
Té una superfície molt fosca amb una albedo de 0,06, és a dir, només el 6% de la llum solar incident es reflecteix.
De la mateixa manera que Skadi i Thrymr, Mundilfari podria haver-se format dels residus provinents d'impactes antics sobre Febe.

## Denominació
El seu nom prové del gegant de la mitologia nòrdica Mundilfœri, pare de la deessa Sól (el Sol) i del déu Máni (la Lluna).